# Хофман, Курт (гребец)
Курт Георг Хофман (нем. Kurt Georg Hoffmann; 12 ноября 1890, Гамбург — 1976) — немецкий гребец, выступавший за сборную Германии по академической гребле в начале 1910-х годов. Чемпион Европы, двукратный чемпион немецкого национального первенства, участник летних Олимпийских игр в Стокгольме.

## Биография
Курт Хофман родился 12 ноября 1890 года в Гамбурге, Германия.
Занимался академической греблей в гамбургском гребном клубе «Фаворите-Хаммония», а также в клубе Mainzer RV von 1878 в Майнце.
Впервые заявил о себе на взрослом международном уровне в 1912 году, когда в зачёте одиночек одержал победу на чемпионате Германии, вошёл в состав немецкой национальной сборной и удостоился права защищать честь страны на летних Олимпийских играх в Стокгольме. В программе одиночек в рамках четвёртого отборочного заезда встретился с британцем Уильямом Киннером — четвёртый заезд оказался самым упорным из всех в первом раунде, долгое время соперники шли вровень, с небольшим преимуществом немецкого гребца, но затем в лидеры вырвался Киннир, который и выиграл заезд, опередив Хофмана всего на полторы длины лодки. Примечательно, что показанное Хофманом время позволило бы ему выиграть шесть из семи других предварительных заездов, немецкому гребцу просто не повезло встретиться в квалификации с таким сильным соперником как Киннир, который в итоге и стал победителем этой олимпийской регаты.
После стокгольмской Олимпиады Курт Хофман ещё в течение некоторого времени оставался действующим спортсменом и продолжал принимать участие в крупнейших международных регатах. Так, в 1913 году он выиграл немецкое национальное первенство в восьмёрках и выступил на чемпионате Европы в Генте, откуда так же привёз награду золотого достоинства, полученную в той же дисциплине.
В 1928 году состоял в немецкой гребной делегации на Олимпийских играх в Амстердаме.
Участвовал во Второй мировой войне, в одном из боёв получил ранение в грудь.
Умер в 1976 году.